# Rasch und Röhring
Rasch und Röhring war ein deutscher Buchverlag.
Hans-Helmut Röhring (* 3. März 1939 in Bremen; † 22. Februar 2004), damals Verlagsleiter bei Hoffmann und Campe, gründete nach einer Meinungsverschiedenheit mit Verleger Thomas Ganske 1983 seinen eigenen Verlag, der bereits 1985 zum Verlag des Jahres gewählt wurde. Röhrings Partner waren der Osnabrücker Druckereibesitzer Horst Rasch und dessen Sohn Dirk Rasch.
Zu den von Rasch und Röhring verlegten Autoren gehören Otto Waalkes, Ralph Giordano, Hoimar von Ditfurth und der Doppelagent Heinz Felfe. Nachdem der Verlag am Galgenberg in Konkurs gegangen war, führte Rasch und Röhring dessen Programm weiter, musste jedoch 1999 selbst aufgeben und lebt als Edition im Tecklenborg Verlag weiter.